# ボルボ・ACC
ボルボ・ACC（Adventure Concept Car）はボルボ・カーズが開発したアドベンチャーコンセプトカー。

## 概要
ACCはボルボ最初のSUV（Sport Utility Vehicle）。2002年から生産開始された初代XC90のプロトタイプモデルである。
2001年1月の北米国際オートショーで一般公開されている間、特定の訪問者についてはＰＣモニタを介して見ることが可能で、直接SUVチームにACCに意見することができた。
その後、インターネットユーザーにも公開され、開発担当者に意見を伝えることもできた。